# Paolo Orlandoni
Paolo Orlandoni este un fost fotbalist italian de la  Internazionale Milano.
1. ↑  Paolo Orlandoni, Transfermarkt, accesat în 9 octombrie 2017
2. ↑  PAOLO ORLANDONI, Base de Datos del Fútbol Argentino